# Hejdemästaren
Hejdemästaren är ett anonymnamn för gotländsk glasmålare, verksam under senare delen av 1300-talet.
Hejdemästaren har fått sitt namn efter ett antal glasmålningar i Hejde kyrka. Han målade troligtvis rutorna i Hejde omkring 1370, kyrkans altarfönster visar scener ur Adam och Evas historia samt Jesu barndomshistoria. I två vertikala rader visas Kristi passionshistoria som kröns av bilder från Uppståndelsen. Man antar att han även har utfört glasmålningarna i Mästerby kyrka, då båda uppvisar samma påverkan från höggotiken.  